# Ixhuatlán de Madero
Ixhuatlán de Madero es una localidad del estado mexicano de Veracruz. Es cabecera del municipio de Ixhuatlán de Madero.

## Demografía
| Censo | Población |
| ----- | --------- |
| 1900  | 1 362     |
| 1910  | 1 144     |
| 1921  | —         |
| 1930  | 1 128     |
| 1940  | 1 025     |
| 1950  | 1 317     |
| 1960  | 2 053     |
| 1970  | 1 492     |
| 1980  | 1 804     |
| 1990  | 1 295     |
| 1995  | 1 224     |
| 2000  | 1 311     |
| 2005  | 1 262     |
| 2010  | 1 275     |
| 2020  | 1 353     |